# Myrmarachne calcuttaensis
Myrmarachne calcuttaensis är en spindelart som beskrevs av Biswas 1984. Myrmarachne calcuttaensis ingår i släktet Myrmarachne och familjen hoppspindlar. Inga underarter finns listade i Catalogue of Life.